# Франкфуртски синод
Франкфуртският синод, или Синод във Франкфурт, през юни 794 г. е свикан от Карл Велики.
Той събира важните църковни представители на Франкската империя – владици и свещеници от Франкското кралство, от Аквитания, Италия и от Прованс – във Франконофурд, по-късния Франкфурт на Майн. Синодът служи за разясняване и обсъждане на множество централни духовни и политически въпроси.

## Теми и резултати
1. Адопционизмът (лат. adoptio – „осиновяване“) е обявен с пълногласие за ерес.
2. Византийско иконоборство, отказване от решенията на Втория събор в Никея през 787 г.
3. Смъкване на херцог Тасило III, който трябва да предаде Бавария на Карл Велики.
4. Установяване на цени за жито и хляб във Франкската империя, никой да не трябва да гладува.
5. Едикт за въведената малко преди това каролингска монетна реформа (cf. MGH, Cap. I, S. 74, Synodus Franconofurtensis).
6. Други 51 капители, повечето писма за испанските епископи за данъците и таксите.

Резултатите от синода са записани на среднолатински в Капитуларий, който не е запазен в оригинал.
Във Франкфурт на 10 август 794 г. умира Фастрада, 4-та съпруга на Карл Велики. Тя е погребана в Албан-бариликата в Magontia, по-късния Майнц.